# 偷窺
偷窺是指在未經他人同意的情況下暗中偷看別人私隱的行為，包括偷看別人穿衣服，偷看別人裙底等。這是一種不道德的行為，更有可能觸犯法例。
在台灣，偷窺的案例如沒有攝錄或使用其他輔助工具，不構成妨害秘密罪，只能循《社會秩序維護法》處行政罰。
在中國內地法律上并没有明确的隐私权概念，诉讼只能循《民法》裏名誉权、人格权的保护来處理。
在香港的公眾地方作出偷窺行為，將有可能觸犯有違公德罪或遊蕩導致他人擔心等刑事罪行。

## 關連條目
- 窺胸
- 窺視症（voyeurism）